# Mycetophila theresae
Mycetophila theresae är en tvåvingeart som beskrevs av Edwards 1932. Mycetophila theresae ingår i släktet Mycetophila och familjen svampmyggor. Inga underarter finns listade i Catalogue of Life.